# Даммер, Алёна Васильевна
Алёна Васильевна Даммер (родилась 31 августа 1997 года) — российская регбистка, выступающая за сборные России по регби-15 и регби-7, защитница клубов «РГУТИС-Подмосковье» и «ВВА-Подмосковье». Мастер спорта России.

## Биография
Окончила училище олимпийского резерва № 1, отделение «регби», выступала в прошлом за подмосковные «Химки». Также занималась футболом. Первый тренер по регби — Константин Арыков. Студентка Российского государственного университета туризма и сервиса, представляет город Монино (клуб по регби-15 «ВВА-Подмосковье») и команду по регби-7 «РГУТИС-Подмосковье». Финалистка Кубка России по пляжному регби 2020 года. Выступает за сборные по классическому регби и регби-7. В составе сборной по регби-15 — бронзовый призёр чемпионата Европы 2015 и 2019 годов.
В составе сборной по регби-7 стала бронзовым призёром летней Универсиады в Неаполе в 2019 году. В 2014 году играла со сборной U-18 по регби-7 на чемпионате Европы в Йенчепинге (итог — 4-е место).
На поле Алёна выступает на позиции защитницы (номер 10, флай-хав) и часто пробивает реализации и штрафные.